# Montecosaro
Montecosaro é uma comuna italiana da região dos Marche, província de Macerata, com cerca de  7.222 habitantes. Estende-se por uma área de 21 km², tendo uma densidade populacional de 330,16 hab/km². Faz fronteira com Civitanova Marche, Montegranaro (FM), Montelupone, Morrovalle, Potenza Picena, Sant'Elpidio a Mare (FM).
Pertence à rede das Aldeias mais bonitas de Itália.

## Demografia
| Variação demográfica do município entre 1861 e 2011                               |
|                                                                                   |
| Fonte: Istituto Nazionale di Statistica (ISTAT) - Elaboração gráfica da Wikipedia |